# Флорес, Эдисон
Э́дисон Майкл Фло́рес Пера́льта (исп. Edison Michael Flores Peralta; род. 15 мая 1994, Лима, Перу) — перуанский футболист, нападающий клуба «Атлас», выступающий на правах аренды за «Университарио», и сборной Перу. Участник чемпионата мира 2018 года.

## Клубная карьера

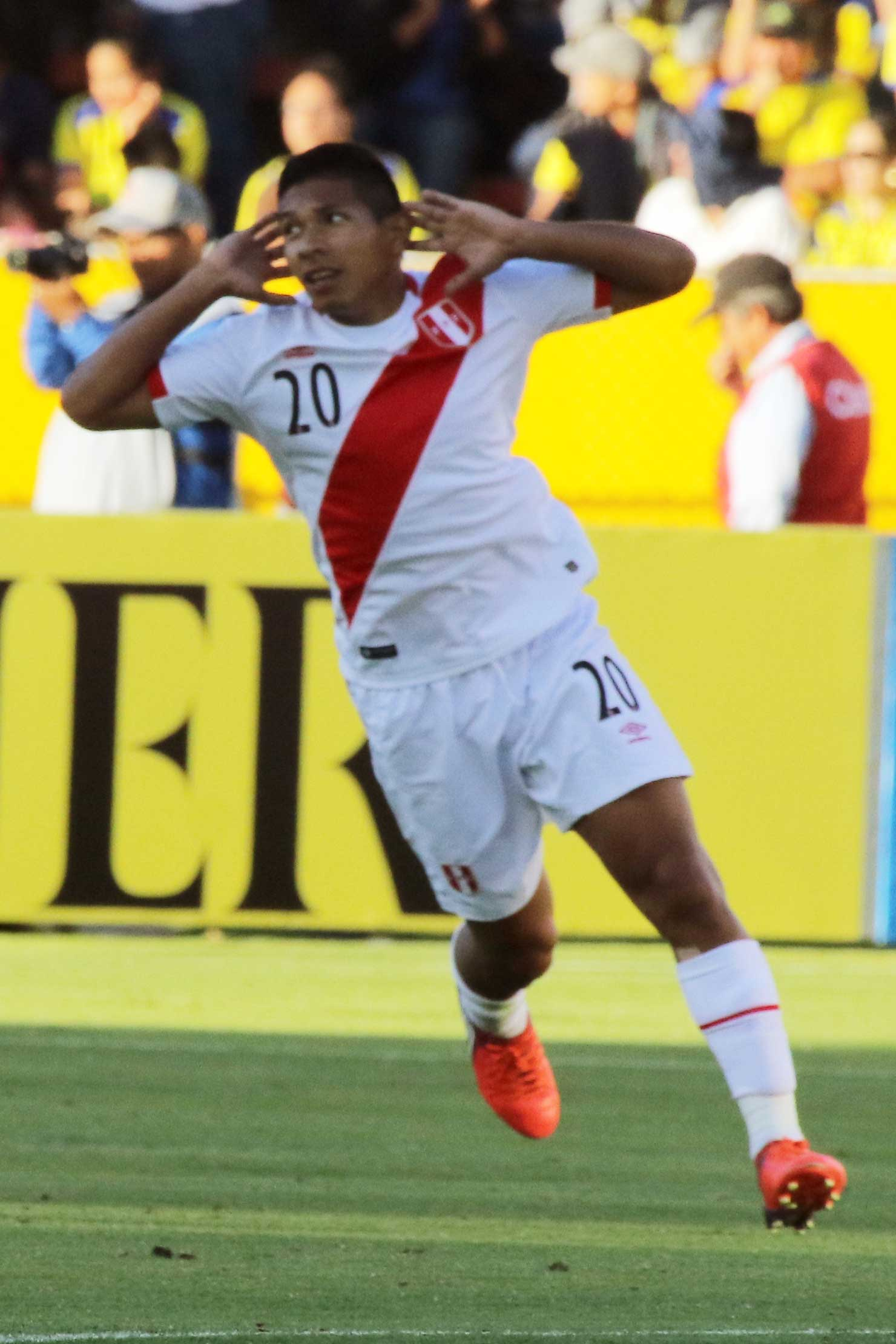
Флорес в составе сборной Перу

Флорес начал профессиональную карьеру в клубе «Университарио». В 2011 году он был включён в заявку основы, после того, как с молодёжной командой выиграл молодёжный Кубок Либертадорес и стал его лучшим игроком. 1 августа в матче против «Хуан Аурич» Эдисон дебютировал в перуанской Примере, заменив во втором тайме Энди Поло. 22 апреля 2012 года в поединке против «Леон де Уануко» Флорес забил свой первый гол за «Университарио».
31 августа того же года он перешёл в испанский «Вильярреал», где начал выступать за вторую команду. 30 сентября в матче против «Бадалона» он дебютировал в Сегунде, заменив во втором тайме Мои Гомеса. 1 декабря в поединке против дублёров «Леванте» Флорес забил свой первый гол за новую команду. Летом 2014 года Эдисон вернулся в «Университарио».
11 августа 2016 года Флорес перешёл в датский «Ольборг», подписав четырёхлетний контракт. 15 августа в матче против «Эсбьерга» он дебютировал в датской Суперлиге. 28 августа в поединке против «Орхуса» Эдисон забил свой первый гол за «Ольборг».
28 августа 2018 года Флорес перешёл в мексиканский «Монаркас Морелия». 22 сентября в матче против «УНАМ Пумас» он дебютировал в мексиканской Примере.
13 января 2020 года Флорес перешёл в клуб MLS «Ди Си Юнайтед», подписав контракт по правилу назначенного игрока. По сведениям прессы сумма трансфера составила $5 млн, а зарплата игрока — около $2 млн в год в течение пяти лет, включая бонусы. В высшей лиге США он дебютировал 29 февраля в матче стартового тура сезона 2020 против «Колорадо Рэпидз». 25 августа в матче против «Нью-Инглэнд Революшн» Флорес, столкнувшись головами, получил множественные переломы костей лица, по поводу чего перенёс пластическую операцию. На поле он вернулся шесть недель спустя, 11 октября в матче против «Чикаго Файр». В матче против «Чикаго Файр» 13 мая 2021 года он забил свой первый гол в MLS. 23 мая в матче против «Филадельфии Юнион» Флорес повредил проксимальное сухожилие двуглавой мышцы бедра, из-за чего пропустил почти три месяца, вернувшись на поле 15 августа в матче против «Нэшвилла».
23 июня 2022 года Флорес вернулся в чемпионат Мексики, перейдя в «Атлас».

## Международная карьера
В 2011 году в составе юношеской сборной Перу Флорес принял участие в юношеском чемпионате Южной Америки в Эквадоре. На турнире он сыграл в матчах против команд Аргентины, Эквадора, Боливии и Уругвая. В поединках против боливийцев и уругвайцев Эдисон забил три гола.
В 2013 году в составе молодёжной сборной Перу Флорес принял участие молодёжном чемпионате Южной Америки в Аргентине. На турнире он сыграл в матчах против команд Венесуэлы, Бразилии, Парагвая, Колумбии, Чили, а также дважды Уругвая и Эквадора. В поединках против бразильцев и чилийцев Эдисон забил по мячу.
14 августа 2013 года в товарищеском матче против сборной Парагвая Араухо дебютировал за сборную Перу, заменив во втором тайме Альберто Родригес. 24 мая 2016 года в поединке против сборной Тринидада и Тобаго он забил свой первый гол за национальную команду.
Летом 2016 года Флорес в составе сборной принял участие в Кубке Америки в США. На турнире он сыграл в матчах против команд Гаити, Эквадора, Бразилии и Колумбии.
В 2018 году Флорес принял участие в чемпионате мира 2018 в России. На турнире он сыграл в матчах против команд Франции, Дании и Австралии.
Летом 2019 года Эдисон был приглашён в сборную для участия в Кубке Америки, который состоялся в Бразилии. Во втором матче в группе против Боливии, отличился голом на 90-й минуте и одержал победу вместе с командой со счётом 3:1. В полуфинале против Чили забил гол и помог команде обыграть соперника со счётом 3:0.

### Голы за сборную Перу
| #  | Дата            | Место                                                 | Противник         | Счёт | Результат | Соревнование                       |
| -- | --------------- | ----------------------------------------------------- | ----------------- | ---- | --------- | ---------------------------------- |
| 1  | 24 мая 2016     | Национальный стадион, Лима, Перу                      | Тринидад и Тобаго | 3:0  | 4:0       | Товарищеский матч                  |
| 2  | 8 июня 2016     | Юниверсити оф Финикс Стэдиум, Глендейл, США           | Эквадор           | 2:0  | 2:2       | Кубок Америки 2016                 |
| 3  | 12 октября 2016 | Национальный стадион, Сантьяго, Чили                  | Чили              | 1:1  | 2:1       | Чемпионат мира 2018 (квалификация) |
| 4  | 10 ноября 2016  | Дефенсорес дель Чако, Асунсьон, Парагвай              | Парагвай          | 1:1  | 1:4       | Чемпионат мира 2018 (квалификация) |
| 5  | 28 марта 2017   | Национальный стадион, Лима, Перу                      | Уругвай           | 2:1  | 2:1       | Чемпионат мира 2018 (квалификация) |
| 6  | 14 июня 2017    | Монументаль Вирхен де Чапи, Арекипа, Перу             | Ямайка            | 1:0  | 3:1       | Товарищеский матч                  |
| 7  | 31 августа 2017 | Монументаль, Лима, Перу                               | Боливия           | 1:0  | 2:1       | Чемпионат мира 2018 (квалификация) |
| 8  | 5 сентября 2017 | Олимпико Атауальпа, Кито, Эквадор                     | Эквадор           | 0:1  | 1:2       | Чемпионат мира 2018 (квалификация) |
| 9  | 23 марта 2018   | Хард Рок-стэдиум, Майами, США                         | Хорватия          | 2:0  | 2:0       | Товарищеский матч                  |
| 10 | 16 октября 2018 | Рентшлер Филд, Ист-Хартфорд, США                      | США               | 1:1  | 1:1       | Товарищеский матч                  |
| 11 | 20 ноября 2018  | Монументаль Вирхен де Чапи, Арекипа, Перу             | Коста-Рика        | 1:0  | 2:3       | Товарищеский матч                  |
| 12 | 18 июня 2019    | Маракана, Рио-де-Жанейро, Бразилия                    | Боливия           | 3:1  | 3:1       | Кубок Америки 2019                 |
| 13 | 3 июля 2019     | Арена Гремио, Порту-Алегри, Бразилия                  | Чили              | 0:1  | 0:3       | Кубок Америки 2019                 |
| 14 | 28 января 2022  | Метрополитано Роберто Мелендес, Барранкилья, Колумбия | Колумбия          | 0:1  | 0:1       | Чемпионат мира 2022 (квалификация) |
| 15 | 1 февраля 2022  | Национальный стадион, Лима, Перу                      | Эквадор           | 1:1  | 1:1       | Чемпионат мира 2022 (квалификация) |